# Balje
En balje er en større robust fladbundet beholder. En balje har mange specialiseringer fx: opvaskebalje, murerbalje.
En opvaskebalje anvendes til at vaske køkkenservice op i.
Baljer kan anvendes som drikkekar til dyr.

En balje er et beholderformet emne, der typisk er lavet af plast, metal eller træ og anvendes til opbevaring og transport af væsker og faste materialer. Baljer findes i mange størrelser og former og kan bruges til mange forskellige formål, såsom opbevaring af vand, opbevaring af fødevarer, vask af ting osv.
Der er ingen specifik historie om baljer, da de har været i brug i mange århundreder i forskellige kulturer rundt om i verden. Baljer er blevet brugt til at opbevare vand, mad, væsker og andre genstande i tusinder af år. Baljer kan være lavet af mange forskellige materialer, såsom træ, metal, keramik og plast, og de har været brugt i forskellige kontekster, såsom i landbrug, industri og hjemmet.